# Antonio Cabezas García
Antonio Julián Cabezas García, teólogo, exmisionero, exjesuita y especialista en cultura japonesa, nació en La Palma del Condado (Huelva) el 17 de febrero de 1931 y falleció en el Hospital Juan Ramón Jiménez de Huelva capital el 1 de abril de 2008. Sus restos fueron incinerados en el Cementerio de la Soledad de Huelva capital y sus cenizas esparcidas en Punta Umbría (Huelva).

## Biografía
Tras la guerra civil española, Antonio Cabezas y su familia abandonaron Huelva. Marcharon primero a Valencia y luego a Francia. Posteriormente volvieron a Huelva y cursó estudios en la tercera promoción de alumnos del colegio de los Hermanos Maristas de Huelva.
En 1949, ingresó en los Jesuitas y solicitó ir de misionero a Japón. Primero estuvo en Irlanda para aprender inglés y filosofía, entre 1954 y 1957. En Irlanda se encontró por primera vez en una comunidad internacional.
El 6 de agosto de 1957, llega a Japón, coincidiendo con el decimosegundo aniversario de la explosión de Hiroshima. Durante seis meses estuvo enseñando español a los soldados norteamericanos, ya que todavía no dominaba el japonés, pero sí el inglés.
Posteriormente, y durante dos años, estuvo estudiando japonés en la Casa de Lenguas de Japón. Más tarde entró como Profesor de Latín y Filosofía en la Facultad de Teología de la Universidad de Sofía, en Tokio, que es el equivalente japonés de los seminarios; sus alumnos eran futuros sacerdotes. También allí, el mismo Antonio estudió Teología, teniendo como compañeros a sus propios alumnos.
En 1961, entra a formar parte del Club de Kárate de la Universidad de Sofía. Por fin, en 1964 se ordena como Sacerdote Jesuita. A la ordenación siguió un año de estudios de Teología y otro de meditación en Hiroshima, casualmente en una casa en la que había vivido el Padre Jesuita Pedro Arrupe, quien fue testigo de la explosión de la bomba atómica en Hiroshima.
En 1966, es destinado a Shimonoseki como ayudante de una parroquia. Además siguió con el kárate, con el profesor Shiokawa, que era cinturón negro noveno dan. Junto al gaditano José María Espinosa fue el primer español que hizo kárate.[cita requerida] Posteriormente, en 1966, empezó el rey Juan Carlos I de España, que todavía era príncipe de Asturias, por consejo de su cuñado Constantino de Grecia. De todo esto queda constancia en antiguo diario Odiel, que publicaba mensualmente una crónica de Antonio. En 1967 solicitó permiso a Roma y abandonó la Orden Jesuita.
Fue profesor emérito de la Universidad de Estudios Extranjeros de Kioto, donde impartió clases de lengua inglesa, así como de lengua y cultura españolas. Fue uno de los mayores expertos internacionales en la cultura japonesa. Obtuvo en 1996 la Encomienda de la Orden de Isabel la Católica otorgada por el rey Juan Carlos I de España y en 2003 la Condecoración de la Orden del Sol Naciente, Rayos Dorados y Roseta otorgada por el Emperador del Japón a través del que entonces era su Embajador en Madrid, Katsuyuki Tanaka.[cita requerida]

## Publicaciones
Entre sus publicaciones destacan traducciones de obras clásicas japonesas como:
- Un puñado de arena de Ishikawa Takuboku. Madrid, Ed. Hiperión. ISBN 978-84-7517-678-9.
- Cantares de Ise. Ise Monogatari. Madrid, Ed. Hiperión ISBN 84-7517-218-0.
- Manioshu. Colección para diez mil generaciones. Madrid, Ed. Hiperión.
- Hombre lascivo y sin linaje (Kōshoku Ichidai Otoko) de Ihara Saikaku. Madrid, Ed. Hiperión.
- Jaikus inmortales. Selección, traducción y prólogo de Antonio Cabezas. Madrid, Ed. Hiperión, 1983. ISBN 978-84-7517-109-8 (Cabezas defendía la transcripción de "jaikus" en vez de "haikus").
- La literatura japonesa. Madrid, Ed. Hiperión, 1990. ISBN 978-84-7517-287-3.
- Bashõ Matsuo Senda hacia tierras hondas (Senda de Oku). Madrid, Ed. Hiperion, 1993. ISBN 978-84-7517-390-0.

También destaca su obra de investigación histórica en el texto «El Siglo Ibérico de Japón. La presencia hispano-portuguesa en Japón 1543-1643» publicado por la Universidad de Valladolid (ISBN 84-7762-452-6).
Fue también investigador y difusor del flamenco y miembro de la Tertulia Flamenca «Las Colonias» de Huelva. Junto a su hermano Manuel Cabezas García escribió «El mar, el llano y la sierra», el primer ensayo sobre el fandango de Huelva. Este libro, editado por la Peña Flamenca de Huelva con motivo de su XXV Aniversario, se presentó el día 30 de junio de 1998, tres días antes del fallecimiento de Paco Toronjo.
Antonio Cabezas dejó inédito el libro "Magia, misterio y mensaje del rincón onubense", donde explica los cambios que observó en Huelva después de pasar cincuenta años fuera de ella, y los apuntes manuscritos de las clases de japonés que impartía en Huelva desde su regreso a finales de la década de los noventa del siglo XX.